# 幻想絵画

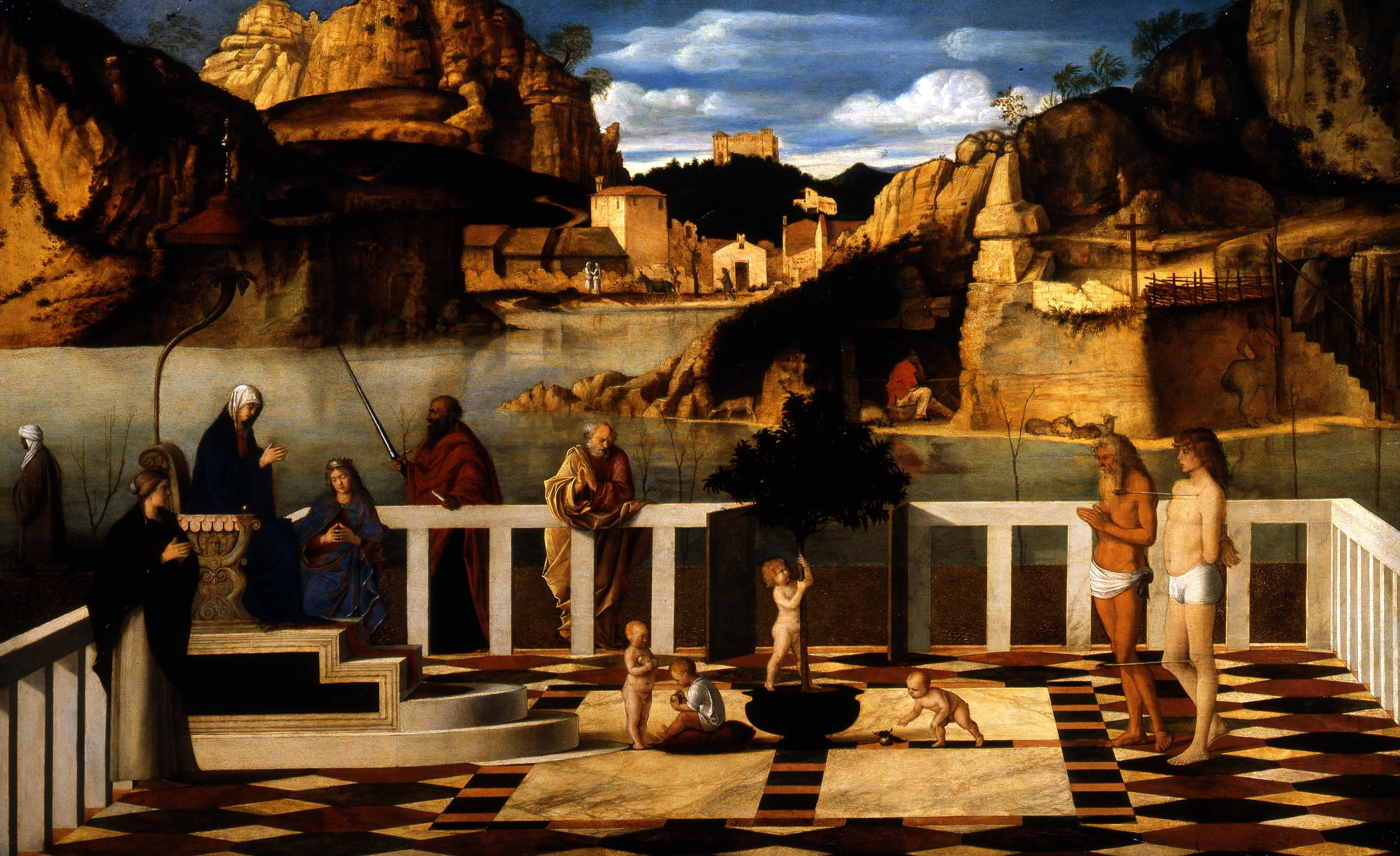
ジョヴァンニ・ベッリーニによる『煉獄の寓意』（15世紀）。ロジェ・カイヨワが幻想的な絵画の最高傑作としたもの。荘重な大気の中で激情のすべてが無化され、鎮められているものであると評した。詩的完璧さと不変不易で汲み尽くされないもの、の基準としている。

幻想絵画（げんそうかいが）とは、幻想的なモチーフが描かれた芸術である。慣れ親しんだ現実世界の中に、超自然的なもの、異常なものが侵入するとき、それは幻想（ファンタスティック）であり、初めから別世界を前提としたおとぎ話などフェーリック（夢幻）とは異なる。芸術における「ファンタスティック」とはある時代の特定の芸術運動をさす用語ではなく、文学や映画といった美術以外のあらゆる分野、あらゆる時代の芸術に認めることができる概念である。 戦後ヨーロッパで始まったウィーン幻想派は「ファンタスティック・リアリズム」と命名され、特定の絵画ジャンルとして青木画廊を中心に幻想絵画として日本で紹介された。
1950年代の西欧で起こってきた芸術の動向であり、そのファンタスティックという概念に従って、1960年代には日本でも幻想絵画などとして紹介された。1990年代に、フランスパリの幻想芸術として日本で紹介されたものの原語はファンタスティックではなく、その画集では実質的には幻視芸術（ラール・ビジョネール）だということが詳細に触れられ、つまり幻視的光景（ヴィジョン）が反映された作品であったということもある。

## 西洋美術史における幻想絵画
幻想絵画を西洋美術史の中に見いだせる範囲はきわめて広く、一般的には、ヒエロニムス・ボス（Hieronimus Bosch; 1450年頃-1516年）辺りを始まりとすることが多いが、その後、ウィリアム・ブレイク（William Blake; 1757年-1827年）、ラファエル前派、象徴主義とその周辺から、世紀末前後の素朴派、世界大戦前後のシュルレアリスム、戦後オーストリアのウィーン幻想派、アメリカにおける６０年代からの幻視芸術70年代のローブローアート（ポップ・シュルレアリスム）まで、時代と国を問わず、幻想絵画と呼びうる作品が存在する。
1950年代の西欧で幻想（ファンタスティック）に関する動向が起こり、1960年から61年にかけて、クロード・ロワ、マルセル・ブリヨン、ルネ・ド・ソリエは同じく『幻想美術』という著書を出版し、幻想文学もまた広く読まれた。日本では、1960年代にヨーロッパを起源とした特にFantasticの訳語であり美術における専門用語として、「幻想」という言葉が使われだした。ヨーロッパにおける概念に基づき、1959年の瀧口修造の『幻想絵画論』、1967年の澁澤龍彦の『幻想の画廊から』といった美術書が影響力を持ったが、その後に幻想という言葉の意味は少しずつ拡散した。翻訳書も次々に刊行され、他にグスタフ・ルネ・ホッケの『迷宮としての世界』、ロジェ・カイヨワの『幻想のさなかに』であり、こうして情報源が揃うことで幻想絵画と呼ばれる全体像と、見る目を養うのに十分な環境が整っていくのである。1971年のツヴェタン・トドロフは『幻想文学序説』で幻想の定義を語り、巖谷國士によればこの頃にはその定義づけは完了している。
１９７１年に小田急百貨店にて日本人作家６１名による「現代の幻想絵画展ー不安と恐怖のイメージを探る」が開催され、広い意味で日本における幻想絵画を探索してみようと企画された。一方、翌１９７２年に同会場における「ウィーン幻想絵画展ー神秘と夢幻のリアリスム」が開催され、ここではてヨーロッパにおける動向としての「ウィーン幻想絵画」という、狭い意味での固有名詞的な「幻想絵画」が集約された。幻想絵画という言葉の意味は議論されることなく曖昧なまま、狭義に、広義にと使い分けられてきた。
日本の戦後美術史を把握する『美術手帖』１９７８年７月号増刊「特集:日本の現代美術三年」は、戦後美術を概観するには信頼できる資料であったが、その年表には上記の二つの幻想絵画の展覧会は掲載されておらず、この資料だけでは動向の把握が難しいものである。

## 幻想絵画の特徴
基本的に幻想絵画のスタイルはリアリズムとしての具象絵画である。そしてその表面は平滑であることが多い。それは二次元の表面の奥に画家のヴィジョンやイメージが鏡像のように描き出されているからである。さらにその描写の仕方はしばしば精密である。幻想画家は彫刻や工芸に携わることもあり、必ずしも二次元平面のみに関心があるのではなく、建築作品の構想を持つ幻想画家も存在している。
表現の内容としては、シュルレアリスムを現代において引継ぎながらエロティックな夢想を追求しているもの、人間心理の中に潜在している様々なトラウマや悪夢、グロテスクで病的なイメージを表出させようとするスタイル、あるいは神話や民話、精霊や妖精といったものをテーマとしたり、宗教的な啓示や密教的な世界観を幾何図形を用いて表現しているものなどがある。さらには幻想文学やSF小説に感化されて、それらを視覚化しようと試みる中で生まれた幻想絵画もある。
慣れ親しんだ現実世界の中に、超自然的なもの、異常なものが侵入するとき、それはファンタスティック（幻想）である。初めから神話、おとぎ話の世界であれば、別世界が前提となっており、それはファンタスティックではなく、フューリスティック（夢幻）となってしまう。ロジェ・カイヨワも著書の中で除外するものに触れ、現実世界と接点のない夢幻創造世界を作り出した場合にはわざとらしい意図的幻想でありこれを除外し、物語、伝説、神話、宗教、狂気の妄想といった広範に流通する陳腐な幻想は、表現技法次第でもあるが、これを切り捨てるとした
基本的に幻想絵画のスタイルはリアリズムとしての具象絵画である。そしてその表面は平滑であることが多い。それは二次元の表面の奥に画家のヴィジョンやイメージが鏡像のように描き出されているからである。さらにその描写の仕方はしばしば精密である。幻想画家は彫刻や工芸に携わることもあり、必ずしも二次元平面のみに関心があるのではなく、建築作品の構想を持つ幻想画家も存在している。
表現の内容としては、シュルレアリスムを現代において引継ぎながらエロティックな夢想を追求しているもの、人間心理の中に潜在している様々なトラウマや悪夢、グロテスクで病的なイメージを表出させようとするスタイル、あるいは神話や民話、精霊や妖精といったものをテーマとしたり、宗教的な啓示や密教的な世界観を幾何図形を用いて表現しているものなどがある。
さらには幻想文学やSF小説に感化されて、それらを視覚化しようと試みる中で生まれた幻想絵画もある。

## 幻想絵画の現状
日本においては幻想絵画を描いている画家が必ずしも「幻想画家」として自認しているとは限らない。その理由の一つとしては、「幻想絵画」が示唆しているジャンルを限定し難いという状況があるからだと思われる。つまり日本美術界において幻想絵画と呼びうるスタイルは、洋画、日本画といった伝統的な具象絵画のみならず現代美術にも幅広く確認することができるため、あるいは芸術全般の本質が歴史を通じてそもそも幻想性を担ってきたために「幻想絵画」は日本の現代美術の用語として曖昧ではある。しかしながら日本において1960年代あたりから意識化されてきた幻想絵画と呼ばれる方向性は国際的な、今日、国際的規模で失われかけている古典的な版画、テンペラの技術や伝統的な宗教芸術で培われた霊的表現力を現代的な形で再生し実践する上で大きく貢献している。

## 西洋美術史における幻想絵画
幻想絵画を西洋美術史の中に見いだせる範囲はきわめて広く、一般的には、ヒエロニムス・ボス（Hieronimus Bosch; 1450年頃-1516年）辺りを始まりとすることが多いが、その後、ウィリアム・ブレイク（William Blake; 1757年-1827年）、ラファエル前派、象徴主義とその周辺から、世紀末前後の素朴派、世界大戦前後のシュルレアリスム、戦後オーストリアのウィーン幻想派、70年代のローブローアート（ポップ・シュルレアリスム）まで、時代と国を問わず、幻想絵画と呼びうる作品が存在する。

### 「幻想」と「幻視」
1990年代フランス・パリにおけるヴィジョネール（ラール・ヴィジョネール）と呼ばれる画家達が、「幻想画家」として日本で紹介されたことがある。展覧会カタログでは、ヴィジョネールは「幻視芸術」と訳されており、ファンタスティックは「幻想芸術」と訳されている。巖谷國士はディマシオのような画家達は自らがファンタスティックと呼ばれるのを好まず、むしろヴィジョネールを自称していることに注意を促している。日本で一般的な「幻想絵画」という言葉はファンタスティック・アートの訳語であり、仏語のヴィジョネールにも「幻想」の訳を当てることができ、ファンタスティックに反するものでは無いが、日本語では「幻視」のほうがより近い概念であろうと示唆し、両者を区別している。この解説書における主な執筆者、エルヴェ・セランは、幻想芸術（ファンタスティック）と幻視芸術（ヴィジョネール）が安易に混同される問題があるとして、ファンタスティックの奥にあるヴィジョネールの本質に関して考察をしている。また、ここではVisionaries, Visionnaire といった仏語の訳の大半は「幻視」となっている。なお、ディマシオ美術館の日本語の名称は「太陽の森　ディマシオ幻想美術館」となっている。

## 幻想絵画と関連した日本人の作家
- 北脇昇（1901〜1951）
- 三岸好太郎（1903〜1934）
- 靉光（1907〜1946）
- 髙山辰雄（1914〜1991）
- 小山田二郎（1914〜1991）
- 武部本一郎（1914〜1980）
- 小松崎茂（1915〜2001）
- 工藤甲人（1915〜2011）
- 妹尾一朗（1947〜2015）
- 高山良策（1917〜1982）
- 山下菊二（1919〜1986）
- 國領經郎（1919〜1999）
- 斎藤真一（1922〜1994）
- 牧野邦夫（1925〜1986）
- 前田常作（1926〜2007）
- 大島哲以（1926〜1999）
- 松樹路人（1927〜）
- 鴨居玲（1928〜1985）
- 澁澤龍彦1928〜1987）
- 藤田吉香（1929〜1999）
- 中村宏（1930〜）
- 平山郁夫（1932〜2009）
- 佐藤晨（1935〜）
- 奥谷博（1934〜）
- 金子國義（1935〜2015）
- 長岡秀星（1936〜）
- 横尾忠則（1936〜）
- 司修（1936〜）
- 山本文彦（1939〜）
- 合田佐和子（1940〜2016）
- キヌコヤマベ・クラフト（1940〜）
- 高松潤一郎（1941～）
- タイガー立石（1941〜1998）
- 小野寺マリレ（1943〜）
- 四谷シモン（1944〜）
- 有元利夫（1946〜1985）
- 遠藤彰子（1947〜）
- 智内兄助（1948〜）
- 井上直久（1948〜）
- 蛇雄（1948〜）
- 高橋常政（1949〜）
- 建石修志（1949〜）
- 川口起美雄（1951〜）
- 加藤直之（1952〜）
- 天野喜孝（1952〜）
- 籔内佐斗司（1953〜）
- 野又穫（1955〜）
- 大竹茂夫（1955〜）
- 馬場京子（1955〜）
- 田中章滋（1957〜）
- 大手京子（1957〜）
- 大森伸樹（1957〜）
- 浅野勝美（1958〜）
- 市川伸彦（1959〜）
- 池田学 (画家)（1973〜）
- 石田徹也（1973〜2005）
- 松井冬子（1974〜）
- ヒグチユウコ（生年不詳）
- 浅野信二（1966〜）
- 古賀郁（1966〜）
- 野川徹（1942〜）
- 伊豫田晃一（1979〜）
- 北和晃（1980〜）
- 岸塚正憲（1981〜）